# Autoserica montivaga
Autoserica montivaga är en skalbaggsart som beskrevs av Moser 1915. Autoserica montivaga ingår i släktet Autoserica och familjen Melolonthidae. Inga underarter finns listade.